# Kay Starr
Kay Starr, nata Catherine Laverne Starks (Dougherty, 21 luglio 1922 – Los Angeles, 3 novembre 2016), è stata una cantante statunitense.

## Discografia parziale
- The Kay Starr Style (1955)
- In a Blue Mood (1956)
- The One, The Only Kay Starr (1956)
- Blue Starr (1957)
- Rockin' with Kay (1957)
- I Hear the Word (1959)
- Movin'! (1959)
- Losers, Weepers (1960)
- Movin' on Broadway! (1960)
- Kay Starr: Jazz Singer (1960)
- Just Plain Country (1962)
- I Cry by Night (1962)
- Tears and Heartaches/Old Records (1966)
- When the Lights Go on Again (1968)
- How About This (con Count Basie) (1969)
- Kay Starr Country (1974)
- Back to the Roots (1975)
- Kay Starr (1981)